# Myron Walden

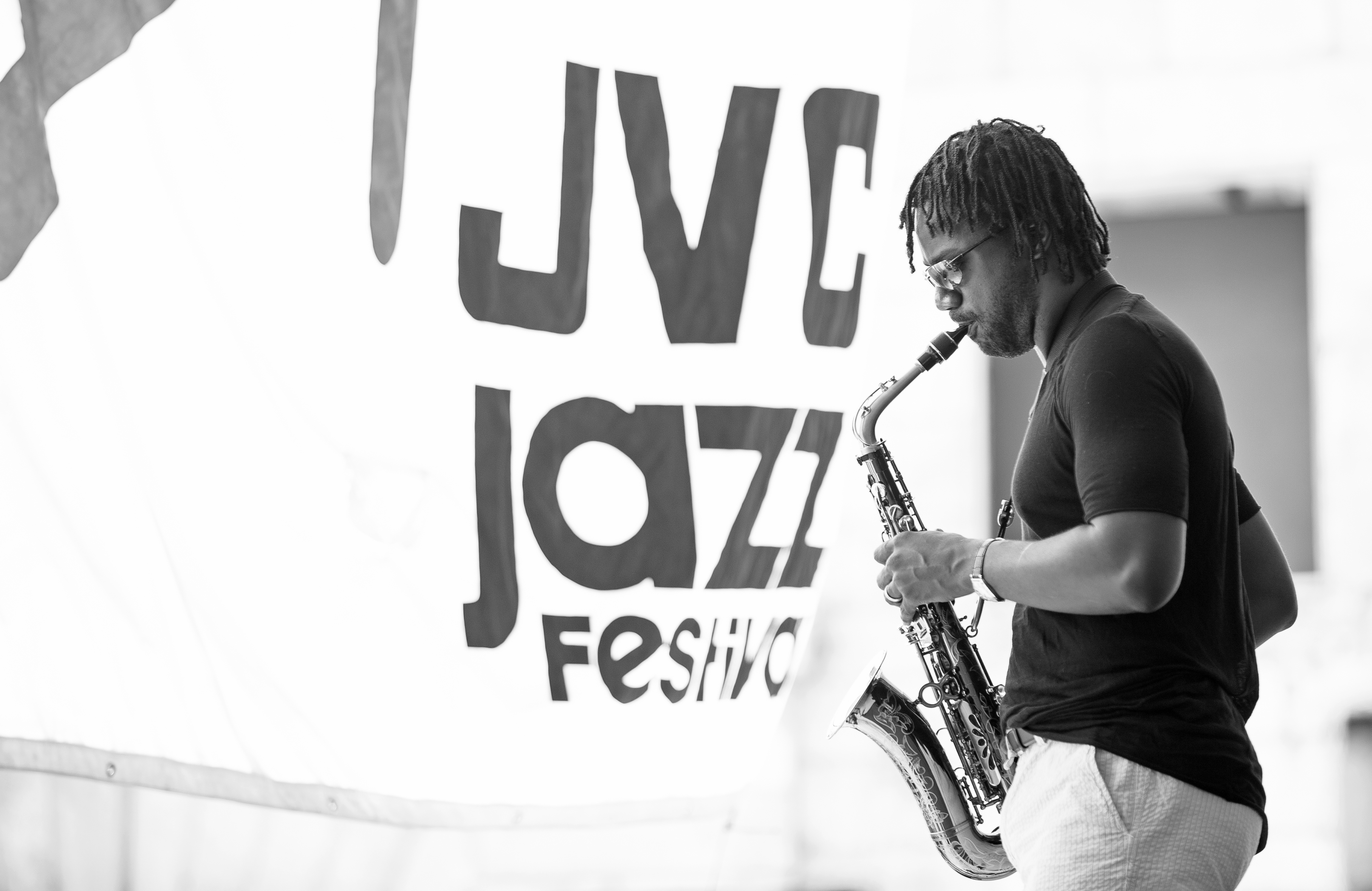
Myron Walden, Festival de Jazz JVC de Newport

Myron Walden (nacido el 18 de octubre de 1972) es un saxofonista, flautista y clarinetista bajo de jazz estadounidense. 

## Biografía
Nació en Miami, Florida y se mudó al Bronx a la edad de 12 años. Su interés por el saxofón alto se desarrolló cuando fue testigo de la gran atención que su tío prestaba al disco de Charlie Parker One Night In Washington . Walden pudo conseguir un saxo alto de su maestro de apreciación musical de la escuela secundaria, y un saxofonista que vivía en su edificio le dio un libro de instrucciones. Walden fue autodidacta hasta que se matriculó en la Escuela Secundaria de Música y Arte LaGuardia, donde conoció a sus colaboradores frecuentes Dwayne Burno y Eric McPherson. Walden asistió a la Escuela de Música de Manhattan y en 1993 ganó el primer lugar en un concurso de Charlie Parker, lo que le valió un lugar como invitado con Wynton Marsalis y la Jazz at Lincoln Center Orchestra.  
Comenzó su carrera profesional tocando con la big band de Roy Hargrove en la Jazz Gallery en 1995, luego actuó en Smalls con artistas como Kurt Rosenwinkel, Eddie Henderson, Kevin Hays, Stephen Scott, Greg Hutchinson y Eric Harland antes de conseguir un concierto regular. los miércoles por la noche con su Apex Trio, con McPherson (batería) y Burno (bajo). Walden tocó principalmente sus propias composiciones originales con Apex Trio y grabó cuatro álbumes en solitario entre 1996 y 2005. Durante este período, se convirtió en miembro de Brian Blade 's Fellowship Band y The New Jazz Composers Octet, que realizó tres grabaciones como unidad y dos con Freddie Hubbard (con quien actuaron varias veces en el Iridium ). Walden se tomó un descanso de casi cinco años de la grabación como líder para desarrollar sus habilidades con los saxofones tenor y soprano mientras componía específicamente para esos instrumentos. En 2009, contrató a Shore Fire Media para promover sus nuevos proyectos, tocando cinco miércoles por la noche con cinco bandas diferentes en septiembre en la Jazz Gallery (y todas las ganancias se destinarían al lugar sin fines de lucro) y lanzó siete álbumes en su nuevo sello discográfico., Demi Sound, a lo largo de 2009 y 2010.  

## Estilo y recepción crítica
Según JazzTimes, Walden "toca con un virtuosismo parecido al del Fénix y una atención al detalle rítmico rara vez escuchada entre los saxofonistas".  All About Jazz lo cita como "una de las verdaderas estrellas brillantes de su generación", que "tiene un tono agudo muy distintivo con una inflexión nasal redondeada" y "ha demostrado la capacidad de desarrollar solos con una lógica incisiva y un nivel orgánico". de invención."  Al describir su actuación con el saxo tenor, el escritor John Kelman dijo que Walden era "un músico tan reflexivo pero apasionado en la trompeta más grande como en el alto" y llamó a su lanzamiento de 2009 Momentum "un documento de uno de los músicos más importantes de la corriente principal moderna". provocativos saxofonistas, compositores y directores de banda", comparando favorablemente la composición de Walden "Like a Flower Buscando el Sol" con la canción principal de Wayne Shorter del álbum Nefertiti de Miles Davis.  En un artículo de la revista Down Beat, Ted Panken describe a Walden como "un músico muy respetado con una voz entusiasta y reconocible al instante". Walden toca frecuentemente en formato de trío o cuarteto sin piano, aunque su álbum de 2010 Countyfied incluía un trío de órgano, cuyo sonido Walden describió como "el soul sureño se encuentra con un poco de blues y rock 'n' roll", y su dual In This Los lanzamientos mundiales adoptaron un enfoque de "tormenta silenciosa armónicamente fortificada" (según Panken) con un quinteto con el guitarrista Mike Moreno y el teclista Jon Cowherd, entre otros. 

## Discografía

### Como líder
- Hypnosis (NYC Music, 1996)
- Like a Flower Seeking the Sun (NYC Music, 1999)
- Apex Live: Volume One (Demi Sound, 1999)
- Apex Live: Volume Two (Demi Sound, 1999)
- Higher Ground (Fresh Sound New Talent, 2002)
- This Way (Fresh Sound New Talent, 2005)
- Momentum (Demi Sound, 2009)
- Momentum Live (Demi Sound, 2009)
- In This World: What We Share (Demi Sound, 2010)
- In This World: To Feel (Demi Sound, 2010)
- Countryfied (Demi Sound, 2010)
- Momentum Live; Our Sound (Demi Sound, 2014)

### Como acompañante
- Spirits in the Night - Dan Faulk (Fresh Sound New Talent, 1997)
- Brian Blade Fellowship - Brian Blade (Blue Note, 1998)
- First Steps into Reality - The New Jazz Composers Octet (Fresh Sound New Talent, 1999)
- Premonition - Jason Lindner (MCA, 2000)
- Perceptual - Brian Blade (Blue Note, 2000)
- New Colors - Freddie Hubbard (Hip Bop Essence, 2001)
- Wise Children - Tom Harrell (Bluebird, 2003)
- Walkin' the Line - The New Jazz Composers Octet (Fresh Sound New Talent, 2003)
- Treats for the Nightwalker - Josh Roseman (Enja, 2003)
- Salt - Lizz Wright (Verve, 2003)
- Insight - Jeremy Pelt (Criss Cross Jazz, 2003)
- Mirror - David Weiss (Fresh Sound New Talent, 2004)
- Attack of Wren: Wrenaissance Volume One - Darren Barrett (Nagel Heyer, 2004)
- Time Was - Time Is - Ray Barretto (O+ Music, 2005)
- Late August - Gregg August (Iacuessa, 2005)
- Identity - Jeremy Pelt (MAXJAZZ, 2005)
- The Source - Kendrick Scott Oracle (World Culture, 2007)
- Metalix - Matthias Lupri (Summit, 2006)
- Interwords - Dan McCarthy (2006)
- Asking No Permission - Omer Avital (Smalls, 2006)
- Room to Grow - Omer Avital (Smalls, 2007)
- One Peace - Gregg August (Iacuessa, 2007)
- The Turning Gate - The New Jazz Composers Octet (Motéma, 2008)
- Season of Changes - Brian Blade (Verve, 2008)
- On the Real Side - Freddie Hubbard (Times Square, 2008)
- After Hours (Moonlamps & Other Ballads) - Matthias Lupri (Summit, 2010)
- Landmarks - Brian Blade (Blue Note, 2014)
- When Words Fail - David Weiss (Motéma, 2014)
- Live and Direct - Darren Barrett dB Quintet (DB Studios, 2014)